# Cranbrook (Columbia Britannica)
Cranbrook è una città della Columbia Britannica, in Canada, situata nel distretto regionale di East Kootenay. La città si trova sulla sponda est del fiume Kootenay.